# Ramsvikslandet och Tryggö
Ramsvikslandet och Tryggö är ett naturreservat i Askums socken i Sotenäs kommun i Bohuslän. Reservatet som hör till EU-nätverket Natura 2000 ligger mellan Sotekanalen och Sotefjorden. Ramsvikslandet är egentligen en halvö som skars av från fastlandet när Sotekanalen byggdes under början av 1930-talet. Förutom Ramsvikslandet och Tryggö, med undantag av ett antal privattomter inom området omfattar naturreservatet även ett området vid Rörviks flat, öster om Ramsvikslandet och ön Söö norr om Ramsvikslandet.
Landskapet är kargt med inslag av ljunghedar och naturbetesmarker. Inslag av kalk i marken ger en artrik flora. Strandängarna och de grunda vikarna är välbesökta av vadarfåglar. Naturreservatet inrättades 2006 och är omkring 2 729 hektar stort. Det förvaltas av Västkuststiftelsen. Ön Tryggö och Tryggöskär är privatägda av samma ägare sedan 1936.[källa behövs]

## Galleri

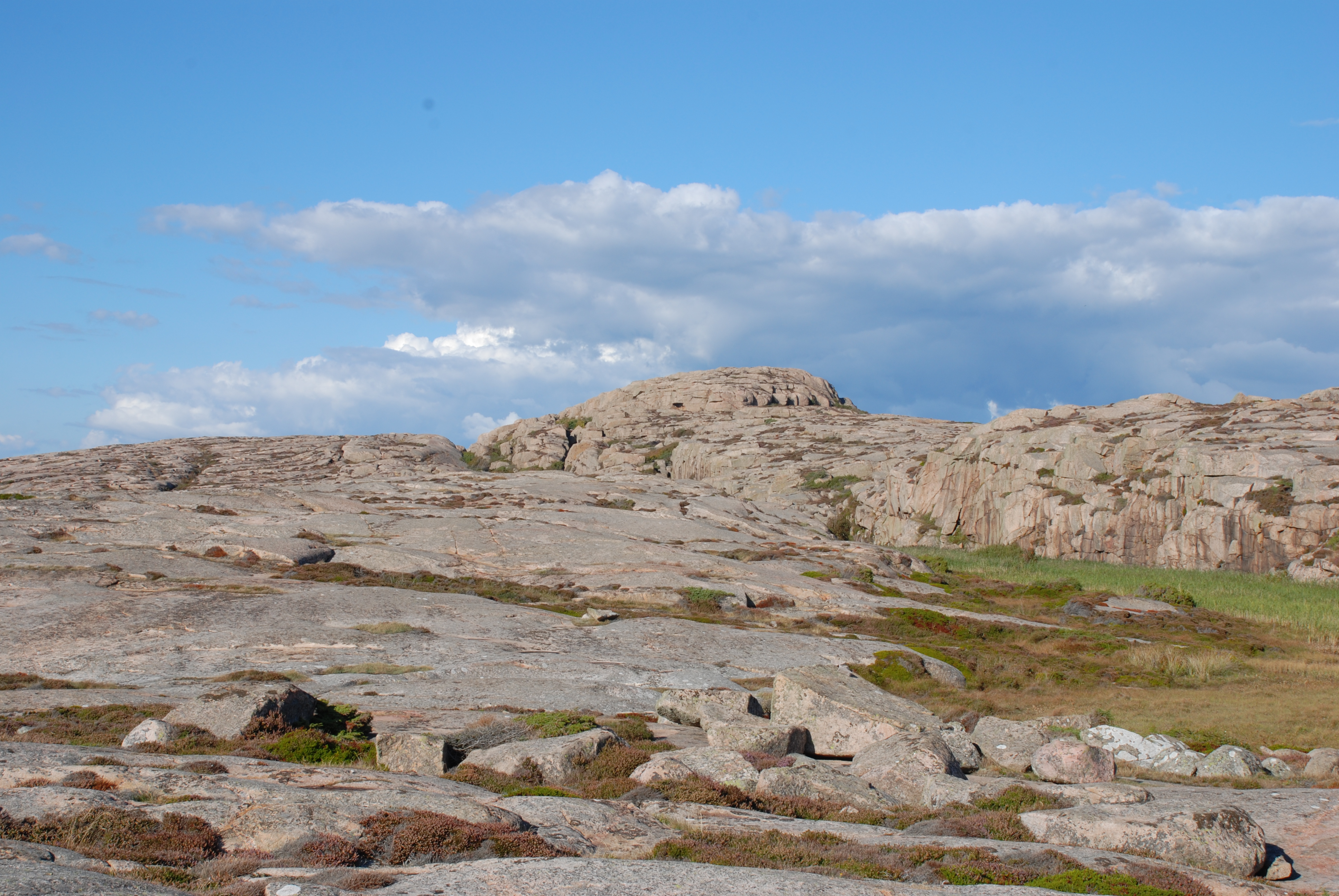
Sote Bonde.
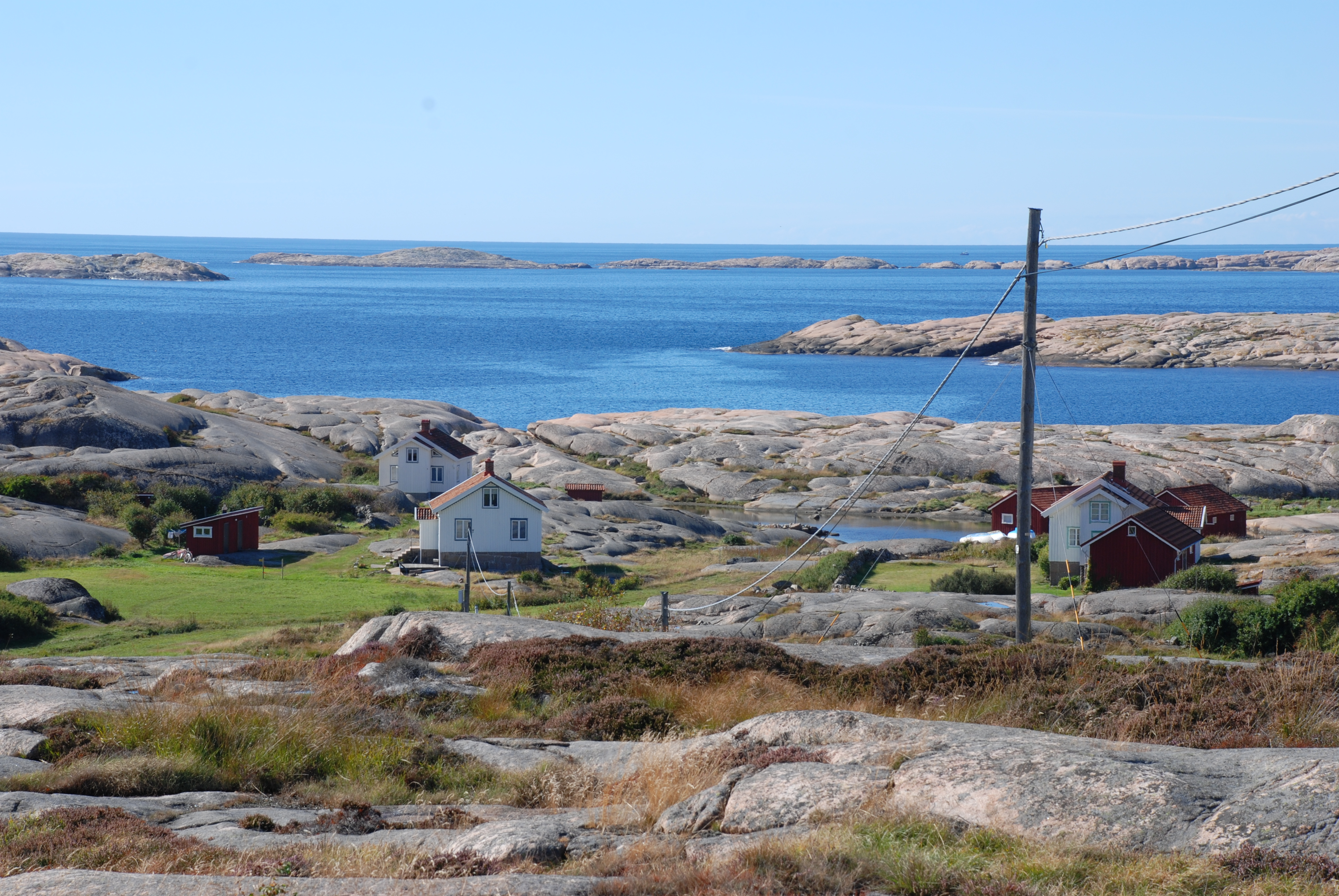
Fykan.
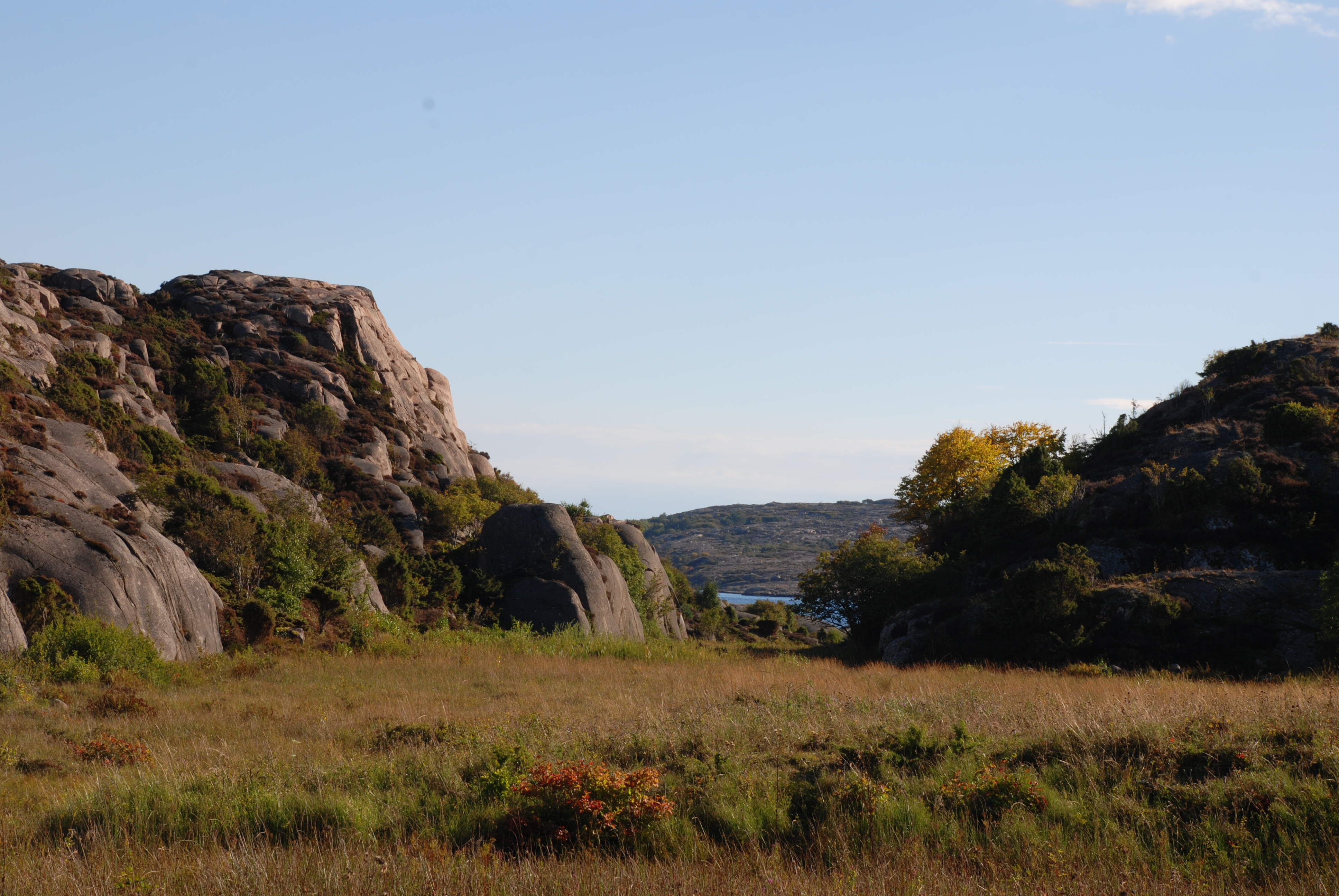
Hällingedalen.
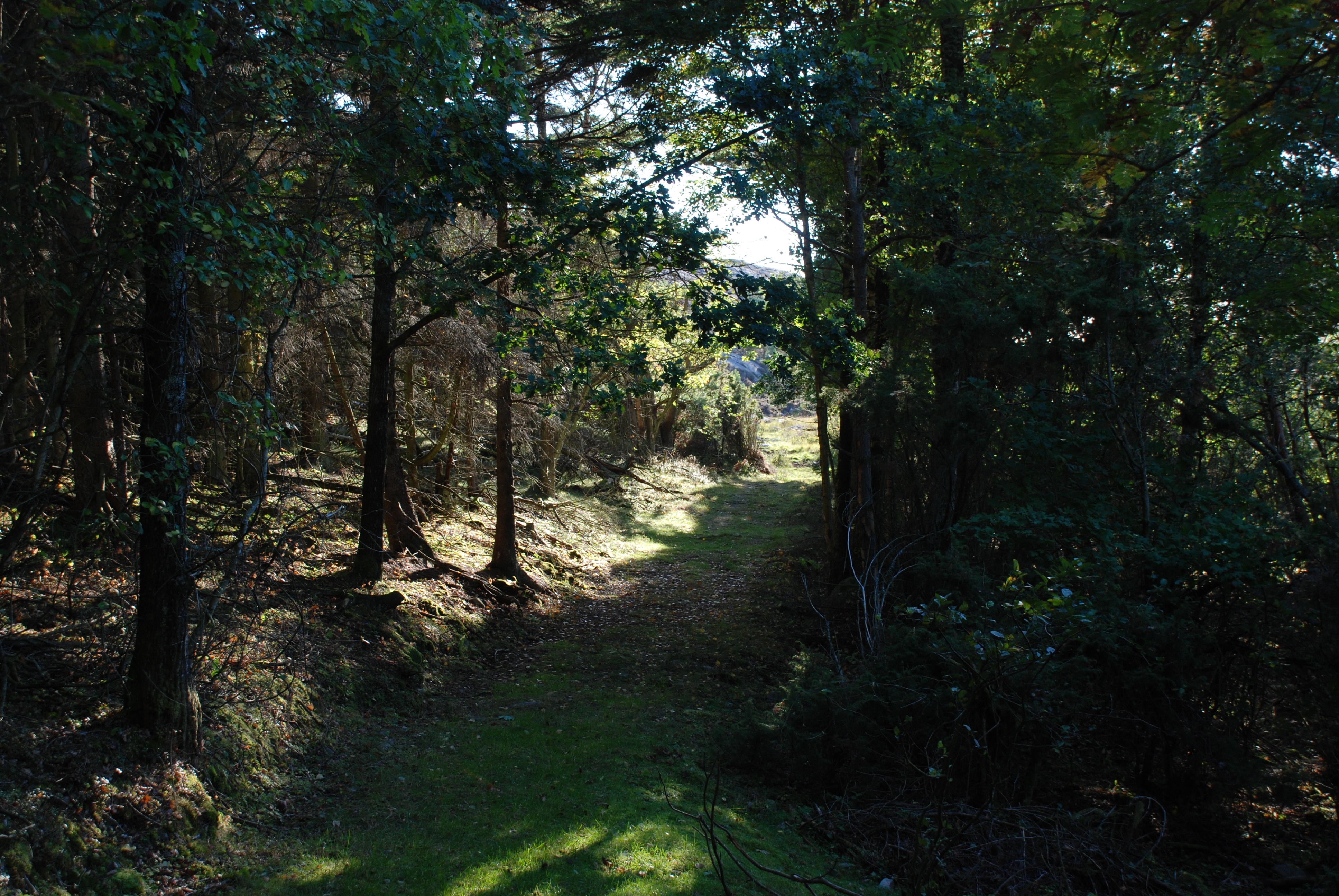
Sote skog.
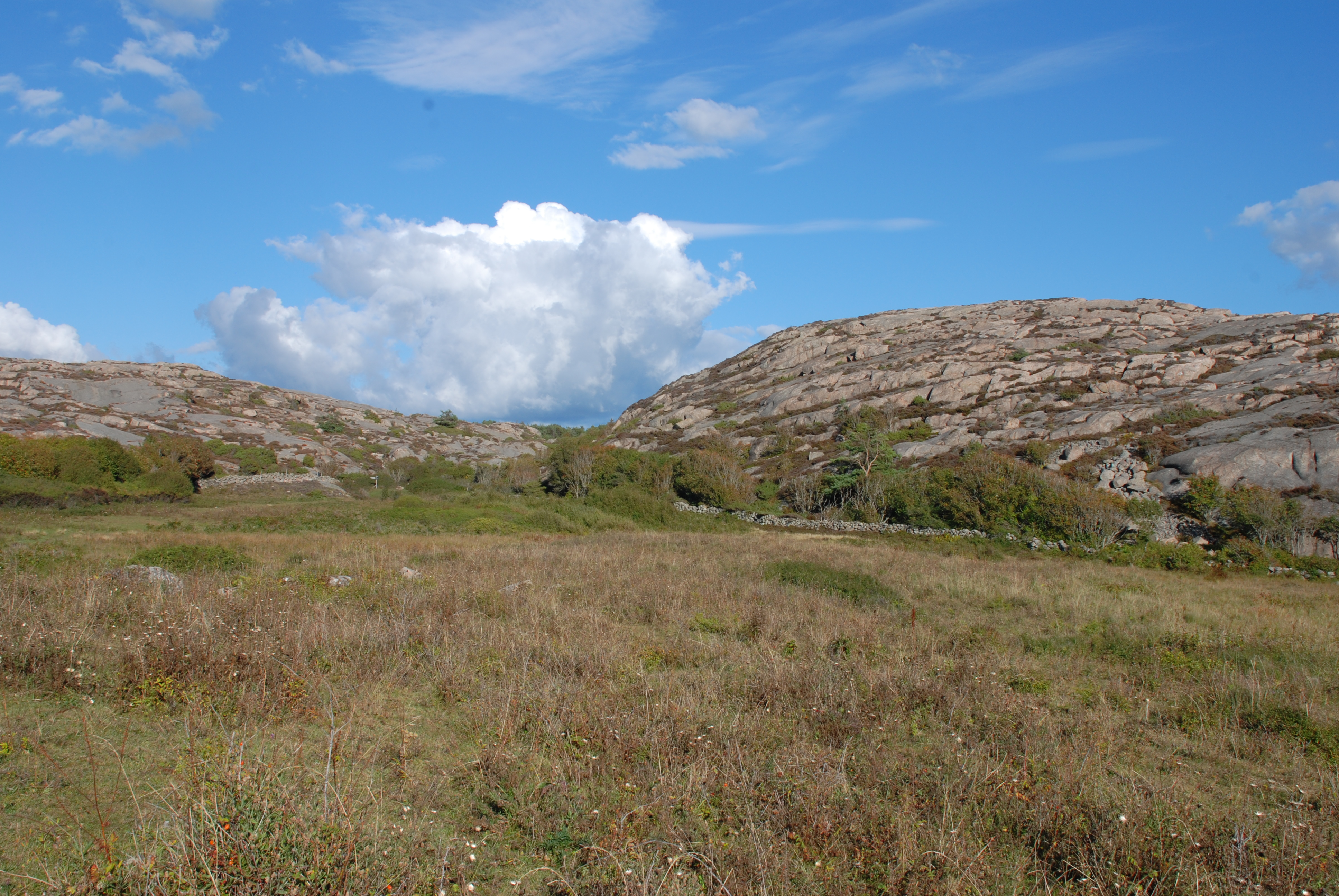
Soteskogsmyren.
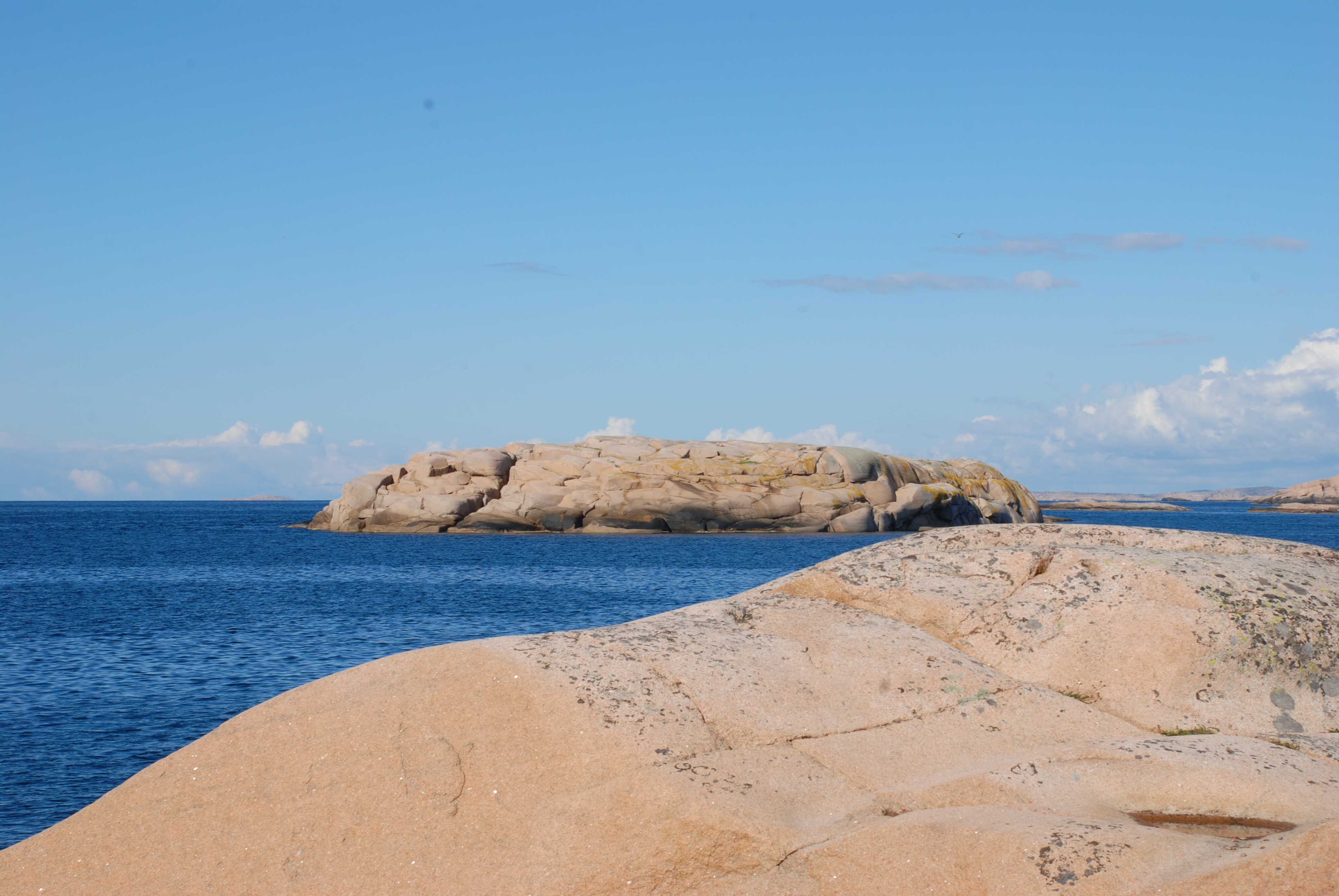
Utsikt norr om Sote Bonde.